# Eleição municipal de Bagé em 2024
A eleição municipal da cidade de Bagé em 2024 ocorreu no dia 6 de outubro e elegeu um prefeito, um vice-prefeito e dezessete da câmara de vereadores para a administração da cidade. Os mandatos dos candidatos eleitos neste pleito durarão entre 1 de janeiro de 2025 e 31 de dezembro de 2028. O prefeito titular na ocasião da eleição, Divaldo Lara, estava concluindo seu segundo mandato, não podendo concorrer à reeleição. Seu grupo político indicou Roberta Mércio, do PL, que foi superada por um opositor histórico, o Luiz Fernando Mainardi do Partido dos Trabalhadores (PT).
A eleição local foi marcada pela escalada da violência política e pela tentativa de interferência do crime organizado nas eleições legislativas.

## Calendário eleitoral
| Início        | Fim           | Atividades | Status    |
| ------------- | ------------- | --- | --------- |
| 7 de março    | 5 de abril    | Janela partidária para vereadores trocarem de partido visando concorrer às eleições sem perder o mandato. | Realizado |
| 6 de abril    | 6 de abril    | Data-limite para todas as legendas e federações partidárias obterem o registro dos estatutos no TSE e para todos os candidatos terem domicílio eleitoral na circunscrição em que desejam disputar as eleições com a filiação deferida pelo partido. | Realizado |
| 15 de maio    | 15 de maio    | Início da campanha de arrecadação prévia de recursos na modalidade de financiamento coletivo para pré-candidatos, sem realização de pedidos de voto e obedecendo a regras relativas à propaganda eleitoral na Internet.                             | Realizado |
| 20 de julho   | 5 de agosto   | Realização de convenções partidárias para deliberar sobre coligações e escolher candidatos às prefeituras e aos cargos de vereador. Os partidos têm até 15 de agosto para registrar os nomes na Justiça Eleitoral.                                  | Realizado |
| 16 de agosto  | 16 de agosto  | Início das campanhas eleitorais de forma igualitária, podendo qualquer publicidade ou manifestação com pedido explícito de voto antes da data ser considerada irregular e multada.                                                                  | Realizado |
| 30 de agosto  | 3 de outubro  | Veiculação da propaganda eleitoral gratuita no rádio e na televisão. | Realizado |
| 6 de outubro  | 6 de outubro  | Realização do primeiro turno das eleições municipais. | Realizado |
| 11 de outubro | 25 de outubro | Veiculação da propaganda eleitoral gratuita no rádio e na televisão para o segundo turno. | Realizado |
| 27 de outubro | 27 de outubro | Realização de um eventual segundo turno nas cidades com mais de 200 mil eleitores em que o candidato a prefeito mais votado não tenha atingido a metade mais um dos votos válidos.                                                                  | Realizado |

## Candidatos

### Quadro de candidaturas
| Prefeito(a)  | Prefeito(a)    | Prefeito(a) | Prefeito(a) | Vice-prefeito(a) | Vice-prefeito(a) | Vice-prefeito(a) | Vice-prefeito(a) | Coligação                                                                       | Número eleitoral | Cargos políticos anteriores |
| Candidato(a) | Candidato(a)   | Partido     | Partido     | Candidato(a)     | Candidato(a)     | Partido          | Partido          | Coligação                                                                       | Número eleitoral | Cargos políticos anteriores |
| ------------ | -------------- | ----------- | ----------- | ---------------- | ---------------- | ---------------- | ---------------- | ------------------------------------------------------------------------------- | ---------------- | --- |
|              | Alvaro Meira   |             | PDT         |                  | Elenara Ianzer   |                  | PDT              | Sem coligação                                                                   | 12               | Sem cargo político anterior |
|              | Mainardi       |             | PT          |                  | Beto Alagia      |                  | PODE             | Bagé de Todos com a Força do Povo FE Brasil (PT, PCdoB, PV), PODE, PSB e Avante | 13               | Deputado Federal (1994-2001) Deputado Estadual (2019-atual) Prefeito de Bagé (2001-2008) Vereador de Bagé (1983-1985; 1989-1992) |
|              | Roberta Mércio |             | PL          |                  | Geraldo Gomes    |                  | PP               | Bagé para Todos PL, PP, Republicanos, UNIÃO, PSD e PRD                          | 22               | Sem cargo político anterior |

## Resultados
| Candidatos      | Candidatos          | 1º Turno 6 de outubro de 2024 | 1º Turno 6 de outubro de 2024 |
| Candidatos      | Candidatos          | Votos                         | %                             |
| --------------- | ------------------- | ----------------------------- | ----------------------------- |
|                 | Mainardi (PT)       | 32.893                        | 51,7 / 100,0                  |
|                 | Roberta Mércio (PL) | 24.767                        | 38,9 / 100,0                  |
|                 | Alvaro Meira (PDT)  | 5.952                         | 9,4 / 100,0                   |
| Votos válidos   | Votos válidos       | 63.612                        | 100,0 / 100,0                 |
| Votos válidos   | Votos válidos       | 63.612                        | 95,6 / 100,0                  |
| Votos em branco | Votos em branco     | 1.662                         | 2,5 / 100,0                   |
| Votos nulos     | Votos nulos         | 1.300                         | 2,0 / 100,0                   |
| Comparecimento  | Comparecimento      | 66.574                        | 100,0 / 100,0                 |
| Comparecimento  | Comparecimento      | 66.574                        | 72,7 / 100,0                  |
| Abstenções      | Abstenções          | 25.009                        | 27,3 / 100,0                  |
| Eleitorado apto | Eleitorado apto     | 91.583                        | 100,0 / 100,0                 |

|                 | FE Brasil (PT, PC do B e PV) | 15.915 | 25,3 / 100,0  | 5 / 17  |
|                 | PL                           | 11.908 | 18,9 / 100,0  | 4 / 17  |
|                 | PP                           | 8.962  | 14,3 / 100,0  | 3 / 17  |
|                 | PSD                          | 6.130  | 9,7 / 100,0   | 1 / 17  |
|                 | PDT                          | 4.305  | 6,8 / 100,0   | 1 / 17  |
|                 | Republicanos                 | 4.112  | 6,5 / 100,0   | 1 / 17  |
|                 | UNIÃO                        | 3.834  | 6,1 / 100,0   | 1 / 17  |
|                 | PSB                          | 3.248  | 5,2 / 100,0   | 1 / 17  |
|                 | Outros                       | 4.461  | 7,1 / 100,0   | 0 / 17  |
| Votos válidos   | Votos válidos                | 62.875 | 100,0 / 100,0 | 17 / 17 |
| Votos válidos   | Votos válidos                | 62.875 | 94,4 / 100,0  |         |
| Votos em branco | Votos em branco              | 2.478  | 3,7 / 100,0   |         |
| Votos nulos     | Votos nulos                  | 1.221  | 1,8 / 100,0   |         |
| Comparecimento  | Comparecimento               | 66.574 | 100,0 / 100,0 |         |